# West Hamlin
West Hamlin es un pueblo ubicado en el condado de Lincoln en el estado estadounidense de Virginia Occidental. En el Censo de 2010 tenía una población de 774 habitantes y una densidad poblacional de 540,4 personas por km².

## Geografía
West Hamlin se encuentra ubicado en las coordenadas 38°17′6″N 82°11′52″O / 38.28500, -82.19778. Según la Oficina del Censo de los Estados Unidos, West Hamlin tiene una superficie total de 1.43 km², de la cual 1.38 km² corresponden a tierra firme y (3.44%) 0.05 km² es agua.

## Demografía
Según el censo de 2010, había 774 personas residiendo en West Hamlin. La densidad de población era de 540,4 hab./km². De los 774 habitantes, West Hamlin estaba compuesto por el 98.32% blancos, el 0.13% eran afroamericanos, el 0% eran amerindios, el 0% eran asiáticos, el 0% eran isleños del Pacífico, el 0% eran de otras razas y el 1.55% pertenecían a dos o más razas. Del total de la población el 0.9% eran hispanos o latinos de cualquier raza.